# À armes égales (film, 1982)
Pour les articles homonymes, voir À armes égales.
Pour plus de détails, voir Fiche technique et Distribution.
À armes égales (The Challenge) est un film américain réalisé par John Frankenheimer et sorti en 1982.

## Synopsis
En 1945, le chef du clan Yoshida a décidé de se retirer. Lors d'une cérémonie, il laisse donc sa place à son fils aîné Toru et lui remet deux katanas très anciens. Plein de jalousie, le fils cadet Hideo tue son père et s'enfuit avec les katanas. Près de trois décennies plus tard, les enfants de Toru Yoshida découvrent que l'une des épées vient d'être retrouvée à Los Angeles. Rick, un ancien boxeur, est chargé de ramener l'arme au Japon,.

## Fiche technique
Sauf indication contraire, les informations mentionnées dans cette section peuvent être confirmées par la base de données cinématographiques IMDb,  présente dans la section « Liens externes ».
- Titre français : À armes égales
- Titre original : The Challenge
- Réalisation : John Frankenheimer
- Scénario : Richard Maxwell, John Sayles et Marc Norman, avant la participation non créditée d'Ivan Moffat
- Photographie : Kōzō Okazaki
- Musique : Jerry Goldsmith
- Montage : John W. Wheeler
- Chorégraphie des combats : Steven Seagal
- Décors : Yoshiyuki Ishida
- Sociétés de production : CBS Theatrical Films et Poncher-Rosen-Beckman Productions
- Distribution : Embassy Pictures (États-Unis)
- Genre : Action, drame et film de gangsters
- Langues originales : anglais, japonais
- Pays d'origine :  États-Unis
- Durée : 113 minutes
- Dates de sortie : 
  - États-Unis : 23 juillet 1982
  - France : 1er septembre 1982

## Distribution
- Scott Glenn (VF : Richard Darbois) : Rick Murphy
- Toshiro Mifune (VF : Georges Aminel) : Toru Yoshida
- Donna Kei Benz (VF : Maïk Darah) : Akiko Yoshida
- Atsuo Nakamura (VF : Jacques Thébault) : Hideo Yoshida
- Calvin Jung (de) (VF : Hervé Bellon) : Ando
- Clyde Kusatsu (VF : Marc François) : Go
- Sab Shimono (VF : Guy Chapellier) : Toshio Yoshida
- Miiko Taka : l'épouse de Toru Yoshida
- Kenta Fukasaku : Jiro
- Shōgo Shimada : Shin'ichi Yoshida
- Yoshio Inaba : L'instructeur Kenzo
- Seiji Miyaguchi : Un homme vieux

## Production

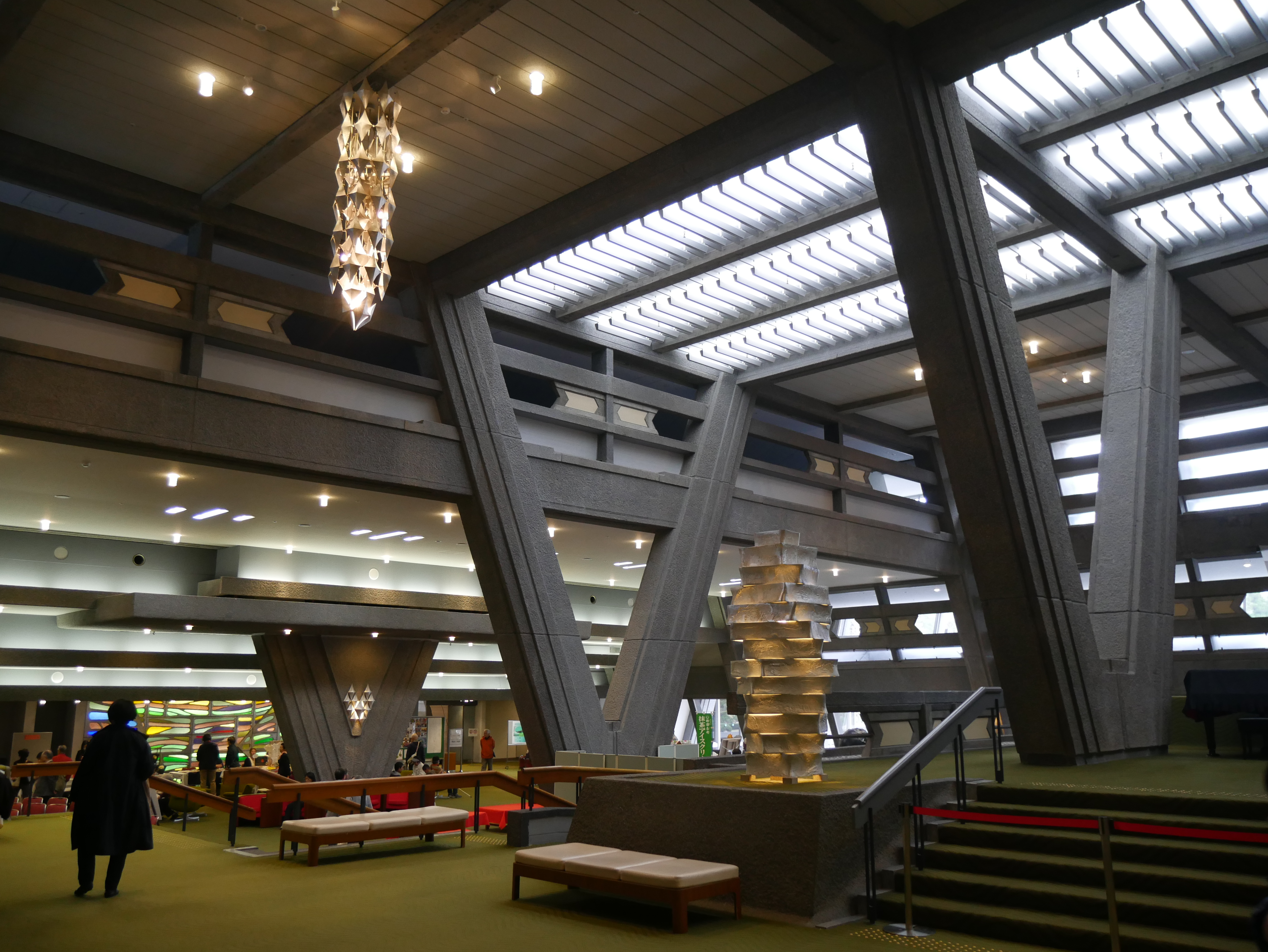

Le tournage a lieu à Los Angeles et à Kyoto (plusieurs scènes au Kyoto International Conference Center).

## Accueil
Le site Rotten Tomatoes donne une note de 50% sur 16 reviews.

## Version alternative
Une version remontée, Sword of the Ninja, a été faite pour la télévision. Environ 10 minutes sont coupées, notamment des scènes de violence. Quelques fondus sont par ailleurs ajoutés pour les pauses publicitaires.